# Bistrica (Ribnica)
Bistrica je reka v Sloveniji, ki izvira na Bloški planoti. Dolga je približno 30 km. Po izviru teče po slikovitem kanjonu Kadice, kjer je tudi eno večjih slapišč v Sloveniji, s slapom Lopata (10 m) in slapiščem Kadice (6 m). Naprej teče čez Sodraško dolino in Ribniško podolje. Teče skozi Sodražico in mesto Ribnica. Ponikne južno od Ribnice, natančneje v Goriči vasi. V obdobju višjih voda in poplav se združi z reko Ribnico in skupaj tečeta proti Kočevskemu polju, kjer se združita z reko Rinžo. Ob mrzlih zimah je tudi na ledu tudi možno drsanje.
Primerna je za čolnarjenje v starem mestnem jedru v Ribnici. Njena struga poteka ob obzidju ribniškega gradu ter Gallusovem nabrežju. Teče tudi skozi nekatere mostove: Most med Škrabčevim trgom in ribniškim gradom, Francoski most, cestni most ter skozi brv v bližini cerkve sv. Štefana. Reka je v preteklosti varovala ribniški grad. Pri regulaciji so morali zasuti enega izmed petih 7-metrskih obokov Francoskega mostu. Pod naslednjim mostom je še en požiralnik, ki je pri visokih vodah zalit in odvaja vodo iz struge.
V Bistrici prevladujejo potočne postrvi, lipani in kleni.
| Vodomerna postaja | Najmanjši pretok | Največji pretok        | Povprečni letni pretok |
| ----------------- | ---------------- | ---------------------- | ---------------------- |
| Podklanec         | 0,120 m3/s       | 46,4 m3/s (19.1.2012)  | 0,833 m3/s             |
| Sodražica         | 0,148 m3/s       | 57,5 m3/s (19.1.2012)  | 1,22 m3/s              |
| Ribnica           | 0,663 m3/s       | 101,6 m3/s (8.11.1986) | 4,96 m3/s              |